# Jana Andresíková
Jana Andresíková (2. dubna 1941 Kroměříž – 19. října 2020 Mělník) byla česká herečka.

## Život
Po studiu na Pedagogické fakultě Masarykovy univerzity v Brně studovala činoherní herectví na Janáčkově akademii múzických umění v Brně, kterou dokončila v roce 1964. Po absolutoriu odešla do Prahy a první profesionální angažmá získala v avantgardním divadle Maringotka (1964–1966), poté byla dva roky členkou Divadla Za branou (1966–1968). Od roku 1969 opustila stálé angažmá a působila jako herečka na volné noze.
Ztvárnila velkou řadu filmových a televizních rolí, kde se objevovala zejména v drobnějších úlohách. Několikrát byla obsazena do rolí německých žen (filmy ...a pozdravuji vlaštovky, Kouzelníkův návrat, Kukačka v temném lese). Výraznou postavu královny Elišky Přemyslovny ztvárnila v televizním filmu Poslední královna (1975). Mezi její nejznámější role, které vytvořila před kamerou, patří čarodějnice v seriálu Arabela. Kvůli tehdejším vážným zraněním, způsobeným dopravní nehodou, se nemohla účastnit postprodukce, proto ji v této roli nadabovala Jana Dítětová. Ve druhé sérii (Arabela se vrací) se objevila coby záhadná paní Černá.
Její výrazně zabarvený hlas se často uplatňoval v dabingu a před rozhlasovým mikrofonem. Kromě jiného propůjčila hlas americké herečce Whoopi Goldbergové ve filmech Sestra v akci, v roce 2010 jí byla udělena Cena Františka Filipovského za celoživotní mistrovství v dabingu. Poslední filmovou rolí byla pomatená Lejdy v Troškových filmech Kameňák 1 a Kameňák 3.
Jana Andresíková vyučovala na DAMU a na Soukromé herecké škole v Praze.
Zemřela dne 19. října 2020 ve věku 79 let, po dlouhodobé nemoci a zdravotních komplikacích ve spojitosti s nemocí covid-19.

## Televize
- 1972 Bližní na tapetě (TV cyklus mikrokomedií Malé justiční omyly) – role: řidička fiatu 500 (12. příběh: Hračičkové)
- 1973 Kukačky (TV film) – role: hospodská Káča Vrabcová

## Rozhlas
- 1967 – Alexandre Dumas:Hrabě Monte Cristo (1967), Československý rozhlas, dramatizace: Jiří Zdeněk Novák, režie: Jaroslav Berger
- 1968 – Moudrý zlatník, pohádka Boženy Němcové o zlatníku Radošovi a němé princezně Liběně. režie: Miloslav Disman.
- 1974 – Charles Dickens: Cvrček u krbu, role: May, režie: Josef Červinka
- 1979 – Alena Reigerová: Kouzla skřítka Metroníčka (pohádka), role vedoucí mlékárny; dále hráli: Miroslav Masopust, Ljuba Hermanová, Zlata Adamovská, Vladimír Brabec, Lubomír Lipský, Jaromír Spal, Ferdinand Krůta; hudba: Leoš Kosek, režie: Jan Berger.[6]